# Vân Trung
Vân Trung là một phường thuộc thị xã Việt Yên, tỉnh Bắc Giang, Việt Nam.

## Địa lý
Phường Vân Trung nằm sát Quốc lộ 1A, cách thủ đô Hà Nội khoảng 40 km, cách sân bay quốc tế Nội Bài khoảng 40 km, cách cảng Hải Phòng khoảng 110 km, cách cửa khẩu Hữu Nghị khoảng 120 km, có vị trí địa lý:
- Phía đông giáp huyện Yên Dũng
- Phía tây giáp phường Nếnh và phường Quang Châu
- Phía nam giáp tỉnh Bắc Ninh qua sông Cầu
- Phía bắc giáp phường Nếnh và huyện Yên Dũng.

Phường Vân Trung có diện tích 9,67 km², dân số năm 2022 là 9.792 người, mật độ dân số đạt 1.012 người/km².

## Hành chính
Phường Vân Trung được chia thành 7 tổ dân phố: Bài Xanh, Trung Đồng, Trúc Tay, Vân Cốc 1, Vân Cốc 2, Vân Cốc 3, Vân Cốc 4.

## Lịch sử
Địa danh phường Vân Trung ngày nay là từ ghép của hai từ thuộc 2 xã xưa kia là xã Vân Cốc và xã Trung Đồng thuộc huyện Việt Yên.
Trước Cách mạng tháng Tám năm 1945, xã Vân Trung thuộc tổng Hoàng Mai, huyện Việt Yên.
Ngày 2 tháng 5 năm 1949, Uỷ ban kháng chiến hành chính Liên khu I ban hành Quyết định 233/QĐ-UB/4 về việc đổi tên Vân Trung thành xã Hồng Phong, sau đổi tên là Dân Tiến.
Năm 1968, đổi tên xã Dân Tiến thành xã Vân Trung.
Ngày 13 tháng 12 năm 2023, Ủy ban Thường vụ Quốc hội ban hành Nghị quyết số 938/NQ-UBTVQH15 về việc thành lập thị xã Việt Yên (nghị quyết có hiệu lực từ ngày 1 tháng 2 năm 2024). Theo đó, thành lập phường Vân Trung trên cơ sở toàn bộ 9,67 km² diện tích tự nhiên và dân số 9.792 người của xã Vân Trung.

## Kinh tế
Đây là một trong những phường phát triển nhất thị xã, nằm giữa 3 khu công nghiệp lớn là KCN Vân Trung, KCN Quang Châu và KCN Đình Trám. Phường gần như tách biệt với phần còn lại của thị xã bởi cao tốc Hà Nội – Bắc Giang.

## Văn hóa

### Làng quan họ
Phường Vân Trung có 2 làng quan họ cổ thuộc danh sách 23 làng quan họ Bắc Giang được quy hoạch bảo tồn và đưa vào phát triển du lịch văn hóa là làng quan họ Trung Đồng và làng quan họ Vân Cốc.

## Danh nhân
| Tên           | Sinh thời | Sự nghiệp                                                                                      |
| ------------- | --------- | ---------------------------------------------------------------------------------------------- |
| Lương Văn Nắm | ???-1892  | Đề Nắm, một thủ lĩnh trong phong trào khởi nghĩa Yên Thế. Quê làng Gia Tiến, phường Vân Trung. |